# Domański Zakrzewski Palinka

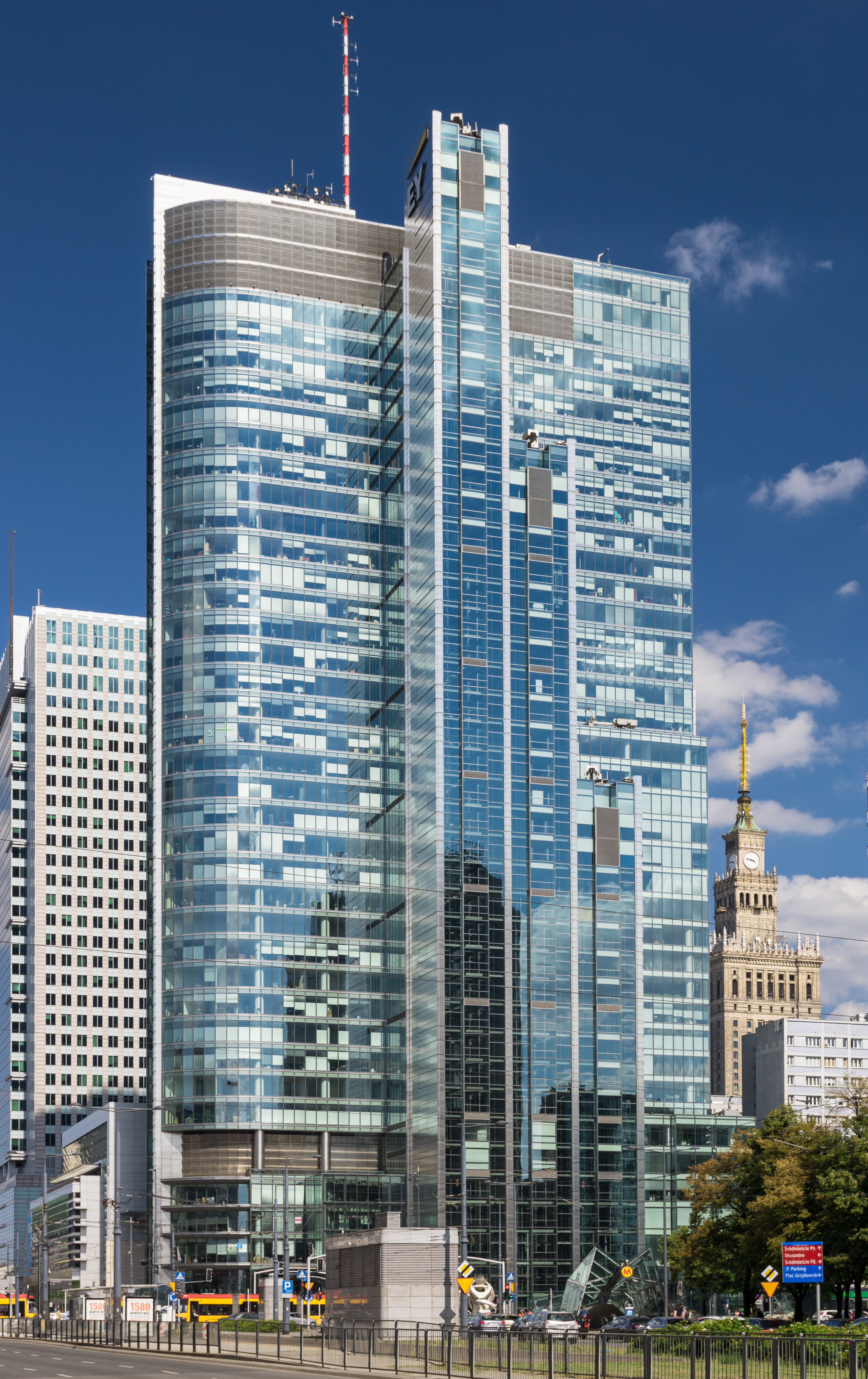
Biurowiec Rondo 1 w Warszawie, siedziba spółki

Domański Zakrzewski Palinka (DZP) s.k. – polska kancelaria prawna z siedzibą przy rondzie ONZ 1 w Warszawie.

## Opis
Kancelaria została utworzona w 1993. Ma siedzibę w Warszawie i oddziały w Poznaniu i Wrocławiu.W 2019 zatrudniała 152 prawników i była trzecią pod względem wielkości zatrudnienia kancelarią prawną w Polsce. 
Świadczy usługi w zakresie doradztwa prawnego w ramach 11 obszarów: doradztwo regulacyjne, legislacja i compliance, infrastruktura i energetyka, IP&TMT, life sciences, nieruchomości, podatki, postępowania sporne, prawo konkurencji; prawo pracy i ubezpieczeń społecznych, prawo spółek, fuzje i przejęcia oraz rynki kapitałowe i instytucje finansowe w ponad 40 specjalizacjach.
Kancelaria jest wielokrotnym liderem rankingu Mergermarket, rankingu firm prawniczych działających na rynku fuzji i przejęć. Od lat co roku jest ujmowana w międzynarodowych rankingach: Chambers and Partners, Legal 500, IFLR1000, ITR WorldTax, WTR1000, IP Star. Posiada sieć relacji i powiązań z zagranicznymi kancelariami i firmami doradczymi oraz świadczy doradztwo dla klientów zagranicznych w ramach: German Desk, Italian Desk, Spanish Desk, Korean Desk i Chinese Desk.
Partnerem zarządzającym kancelarii jest Krzysztof A. Zakrzewski. Współzałożycielem kancelarii był Grzegorz Domański. W 2018 trzej założyciele DZP, których nazwiska widnieją w nazwie, zostali uhonorowani tytułem „Prawników 30-lecia”.

## Nagrody i wyróżnienia
- Law Firm of the Year: Poland, „The Lawyer” (2012)[5]
- Kancelaria X-lecia w rankingu dziennika „Rzeczpospolita” (2012)[6]
- Poland – Law Firm of the Year, Chambers Europe Awards for Excellence (2008, 2011, 2012, 2013 i 2015)[7]
- IJGlobal – nagroda w kategorii Local Legal Adviser of the Year w regionie Europy I Afryki (2022)[8]